# Bourg-la-Reine
Bourg-la-Reine (uttal: [buʁ la ʁɛn]) är en kommun i departementet Hauts-de-Seine i regionen Île-de-France i norra Frankrike. Kommunen ligger i kantonen Bourg-la-Reine som tillhör arrondissementet Antony. År 2022 hade Bourg-la-Reine 21 140 invånare.
Bourg-la-Rein är särskilt känt för slaget vid Bourg-la-Reine under tysk-franska kriget 19 september 1870.

## Befolkningsutveckling
Antalet invånare i kommunen Bourg-la-Reine
| Referens: INSEE |